# يان موير (لاعب كرة قدم)
يان موير (بالإنجليزية: Ian Moir)‏ هو لاعب كرة قدم بريطاني، ولد في 30 يونيو 1943 في أبردين في المملكة المتحدة، وتوفي في 26 مارس 2015 في تشستر في المملكة المتحدة. لعب مع شروزبري تاون ومانشستر يونايتد ونادي بلاكبول ونادي تشستر سيتي ونادي ريكسهام.